# Poncins
Poncins település Franciaországban, Loire megyében. Lakosainak száma 1268 fő (2022. január 1.). Poncins Chambéon, Cleppé, Feurs, Montverdun, Mornand-en-Forez, Saint-Étienne-le-Molard és Sainte-Foy-Saint-Sulpice községekkel határos.

## Népesség
A település népességének változása:
| Lakosok száma | 579  | 632  | 679  | 826  | 961  | 1009 | 1097 | 1150 | 1168 | 1268 |
|               | 1968 | 1982 | 1990 | 2006 | 2013 | 2015 | 2017 | 2019 | 2020 | 2022 |